# Dusičnan kobaltitý
Dusičnan kobaltitý je anorganická sloučenina s chemickým vzorcem Co(NO3)3.

## Vlastnosti
Dusičnan kobaltitý je stabilní zelená diamagnetická krystalická pevná látka, která reaguje s vodou. Je rozpustný v chloroformu. S mnoha organickými rozpouštědly prudce reaguje.

## Výroba
Dusičnan kobaltitý lze získat reakcí fluoridu kobaltitého s oxidem dusičným při −78 °C:
CoF3 + 3 N2O5 → Co(NO3)3 + 3 NO2F

## Reakce
Dusičnan kobaltitý se rozpouští ve vodě za vzniku zeleného roztoku, který se rychle zbarví do růžova tvorbou kobaltnatých iontů a uvolňováním kyslíku.